# David López Moreno
|  | Per a altres significats, vegeu «David López». |

David López Moreno (Logronyo, 10 de setembre de 1982) és un exfutbolista professional riojà, que ocupava la posició de migcampista.

## Carrera esportiva
Format al planter del CA Osasuna, hi roman durant tres temporades al Promesas de Segona B. La temporada 04/05 puja al primer equip, amb qui disputa eixe any 13 partits a la màxima categoria. A l'any següent ja es consolida, amb 34 partits i sis gols. Va ser un dels jugadors més destacats de la participació en la Copa de la UEFA de la temporada 06/07, ja que va marcar tres gols en 11 partits europeus. També va ser titular a la lliga.
Aquestes bones xifres van possibilitar el seu fitxatge per l'Athletic Club a l'estiu de 2007, per un cost de 6 milions d'euros. Al conjunt de San Mamés va ser titular indiscutible durant les dues primeres temporades, perdent mica a mica protagonisme. En l'últim any amb els bilbaïns, amb Marcelo Bielsa a la banqueta, va disputar només 403 minuts en lliga. Al final d'aquella temporada, extingeix el contracte amb el club i marxa lliure al Brighton & Hove Albion. Hi va jugar dues temporades, en les quals el club no aconseguirà l'anhelat ascens a la Premier League.
Després de l'experiència britànica, torna al futbol espanyol, on va passar per diversos clubs de les categories inferiors fins a la seva retirada, l'estiu de 2024: Lugo, Huesca, UCAM Murcia, Novelda, CF Intercity, Eldencc, Callosa, Caravaca i Churra.